# HD86516
HD86516 — хімічно пекулярна зоря спектрального класу A2, що має видиму зоряну величину в смузі V приблизно  6,7.
Вона  розташована на відстані близько 320,4 світлових років від Сонця.